# 나이토 마사토시 (1843년)
나이토 마사토시(일본어: 内藤政敏, 1843년 8월 25일 ~ 1863년 8월 11일)는 일본 에도 시대의 다이묘로, 유나가야번의 12대 번주이다. 관위는 종5위하, 이나바노카미이다.
미카와 고로모번주 나이토 마사시게의 아들인 나이토 마사마타의 맏아들로 태어났다. 유나가야 번의 11대 번주 나이토 마사쓰네의 양자로 들어가, 1859년, 마사쓰네가 사망하자 번주직을 계승하였다. 1863년 음력 6월 27일에 21세의 나이로 사망하였다. 처자식이 없었으며 마사쓰네의 아들 나이토 마사야스가 양자로서 그 뒤를 이었다.
| 전임 나이토 마사쓰네 | 제12대 유나가야번 번주 1859년 ~ 1863년 | 후임 나이토 마사야스 |